# Febre d'Or
|  | No s'ha de confondre amb Febre de l'or. |

|  | Aquest article tracta sobre període de la història de Catalunya. Si cerqueu la novel·la de Narcís Oller, vegeu «La febre d'or». |

La Febre d'Or és un període de la història de Catalunya iniciada entre 1876 i 1878 en què els condicionants econòmics afavoriren la proliferació de la burgesia catalana per moviments especulatius el darrer quart del segle xix. Aquesta fou condicionada fortament a l'arribada de la fil·loxera a França, que afavorí les exportacions de vi de Catalunya a França. La bombolla econòmica s'accelerà en 1881 i impulsà de retruc la indústria catalana, fundant-se vint bancs, però el model especulatiu entrà en crisi amb l'esclat en febrer de 1882 de la crisi econòmica, que va començar a París i va durar set anys, amb el moment més crític en 1886, quan començà a redreçar-se amb les obres de l'Exposició Universal de Barcelona de 1888.
Narcís Oller escrigué la novel·la La febre d'or que descrigué i denominà aquest període, i a finals del segle xx, Gonzalo Herralde dirigí una pel·lícula basada en el llibre.